# Blåtåg
Blåtåg (Juncus inflexus) är en växtart i familjen tågväxter. 